# Doddakondrahalli, Chintamani
Doddakondrahalli là một làng thuộc tehsil Chintamani, huyện Kolar, bang Karnataka, Ấn Độ.